# クリストフ・ミドゥ
クリストフ・ミドゥ・"ザ・フェニックス"（Kristof Midoux "The Phoenix"、1972年7月30日 - ）は、フランスの男性総合格闘家。アルプ＝マリティーム県ニース出身。ボクシング・スクワッド所属。極真空手黒帯。ブラジリアン柔術黒帯。
フランスにおける総合格闘技の先駆者で、ヨーロッパのメディアでは「フランスで一番のMMAファイター」と紹介される。ジェロム・レ・バンナやジョルジュ・サンピエールの総合格闘技コーチも務める。
右腕に「クリストファ」、左腕に「浪人」と日本語のタトゥーを彫っている。

## 来歴
8歳から松涛館で空手を始め、極真空手四段の腕前。UFCで活躍するホイス・グレイシーに傾倒し、再三ブラジルに渡り、ブラジリアン柔術を始めた。
2000年、交通事故で首の骨を2本折る重症。2年に渡る闘病生活を経て、格闘技に復帰した。彼のリングネームである、不死鳥を意味する「ザ・フェニックス」はこの経験によりつけられている。
2002年10月11日、UCC世界ライトヘビー級王者ジェレミー・ホーンとノンタイトル戦で対戦し、肩固めで一本負けを喫した。
2003年12月31日、K-1 PREMIUM 2003 Dynamite!!にてトム・ハワードと対戦し、1R、チョークスリーパーで一本勝ち。
2004年12月31日、K-1 PREMIUM 2004 Dynamite!!でザ・プレデターと対戦し、ネックロックで一本負け。
2005年11月5日、HERO'S 2005 in SEOULにてイム・ジュンスと対戦し、膝蹴りで倒してからのパウンドでTKO勝ち。
2006年8月17日、UFC初参戦となったUFC Fight Night 6でジェイク・オブライエンと対戦し、パウンドでTKO負け。
2007年4月14日、BodogFightでローマン・ゼンツォフと対戦し、1R終了時にセコンドからタオルが投入されTKO負け。

## 戦績
| 総合格闘技 戦績 | 総合格闘技 戦績 | 総合格闘技 戦績 | 総合格闘技 戦績 | 総合格闘技 戦績 | 総合格闘技 戦績 | 総合格闘技 戦績 |
| --------------- | --------------- | --------------- | --------------- | --------------- | --------------- | --------------- |
| 16 試合         | (T)KO           | 一本            | 判定            | その他          | 引き分け        | 無効試合        |
| 6 勝            | 3               | 3               | 0               | 0               | 0               | 0               |
| 10 敗           | 6               | 3               | 1               | 0               | 0               | 0               |

| 勝敗 | 対戦相手                   | 試合結果                        | 大会名                                        | 開催年月日     |
| ×    | バガ・アガエフ             | 5分3R終了 判定                  | X-Impact World Cup                            | 2007年10月20日 |
| ○    | アンドレイ・シャギン       | 1R 0:14 チョークスリーパー      | X-Impact World Cup                            | 2007年10月20日 |
| ×    | ブラッド・モリス           | 2R終了時 TKO（タオル投入）      | BodogFight: Vancouver                         | 2007年8月24日  |
| ×    | ローマン・ゼンツォフ       | 1R終了時 TKO（タオル投入）      | BodogFight: Clash of the Nations              | 2007年4月14日  |
| ×    | ローマン・ゼンツォフ       | 2R 4:12 TKO（パウンド）         | BodogFight: Clash of the Nations              | 2006年12月15日 |
| ×    | ジェイク・オブライエン     | 2R 0:52 TKO（パウンド）         | UFC Fight Night 6                             | 2006年8月17日  |
| ○    | イム・ジュンス             | 1R 0:50 TKO（膝蹴り→パウンド）  | HERO'S 2005 in SEOUL                          | 2005年11月5日  |
| ×    | ザ・プレデター             | 1R 1:11 ネックロック            | K-1 PREMIUM 2004 Dynamite!!                   | 2004年12月31日 |
| ○    | マイク・マローン           | 1R 0:34 KO（パウンド）          | Rumble on the Rock 6                          | 2004年11月20日 |
| ○    | トム・ハワード             | 1R 4:21 チョークスリーパー      | K-1 PREMIUM 2003 Dynamite!!                   | 2003年12月31日 |
| ×    | アントワーヌ・ジャウジ     | 1R 3:58 TKO（ドクターストップ） | HOOKnSHOOT: Absolute Fighting Championships 2 | 2003年3月28日  |
| ×    | ファブリシオ・ヴェウドゥム | 1R 4:11 腕ひしぎ三角固め        | World Absolute Fight 2                        | 2003年3月22日  |
| ×    | ジェレミー・ホーン         | 2R 1:02 肩固め                  | UCC 11: The Next Level                        | 2002年10月11日 |
| ×    | トラビス・フルトン         | 1R 8:50 KO（パンチ連打）        | IFC: Battleground 2000                        | 2000年1月22日  |
| ○    | アンソニー・デュランテ     | 1R 0:40 腕ひしぎ十字固め        | IFC: Montreal Cage Combat                     | 1999年10月9日  |
| ○    | マイク・モリス             | 1R 0:09 KO                      | IFC: Fighters Revenge                         | 1999年4月2日   |

## 獲得タイトル
- サークルダージェント 優勝（1998年）
- ゴールデングローリー 優勝（1999年）
- IFC 4-Menトーナメント ヘビー級王者（2000年）
- JKSカナダレスリングトーナメント 王者（2003年）